# Pterulicium
Pterulicium – rodzaj grzybów z rodziny piórniczkowatych (Pterulaceae).

## Systematyka i nazewnictwo
Pozycja w klasyfikacji według Index Fungorum: Pterulaceae, Agaricales, Agaricomycetidae, Agaricomycetes, Agaricomycotina, Basidiomycota, Fungi.
Synonimy nazwy naukowej: Deflexula Corner 1950
Niektóre gatunki:
- Pterulicium argentinum (Speg.) Leal-Dutra, Dentinger & G.W. Griff. 2020
- Pterulicium gracile (Desm. & Berk.) Leal-Dutra, Dentinger & G.W. Griff. 2020
- Pterulicium xylogenum (Berk. & Broome) Corner 1950

Nazwy naukowe na podstawie Index Fungorum.
W Polsce występuje Pterulicium gracile (podany jako Pterula gracilis).